# دبستان شوک
دبستان شوک فیلمی به کارگردانی کاظم معصومی و نویسندگی علی‌اکبر قاضی‌نظام ساختهٔ سال ۱۳۷۹ است.

## بازیگران
- حمیدرضا گلشن مژدهی
- ابوذر اکبری
- رضوان امیری
- حسین نجفی
- فاطمه قلی نیا
- مجتبی اسدی
- هادی درویش زاده
- علی اکبری
- مریم مهری
- حمید شریفی
- مصطفی عابدزاده
- سکینه حسین زاده